# 農業部畜產試驗所東區分所臺東場區

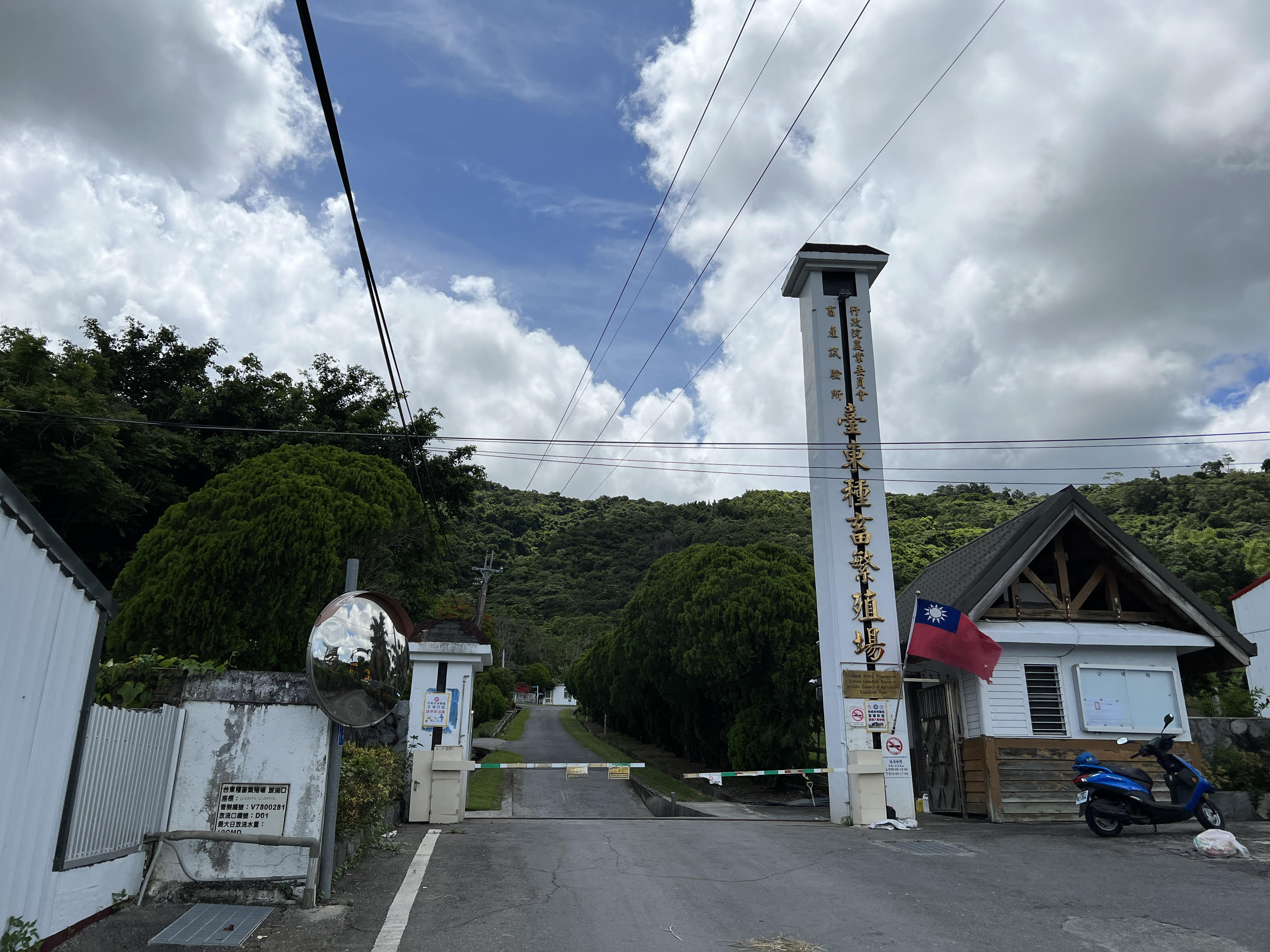
臺東種畜繁殖場大門

農業部畜產試驗所東區分所臺東場區位於臺灣臺東縣卑南鄉賓朗村27鄰30號，為農業部畜產試驗所東區分所轄下負責種處培育、改良推廣的試驗牧場。該種畜場以培育蘭嶼豬而聞名。

## 沿革
最初成立於臺灣日治時期1928年（昭和13年），當時稱為臺東廳種牛繁殖場。1933年（昭和17年）改名為臺東聽種畜場。1945年第二次世界大戰戰後國民政府來臺接收各地公務機關，臺東聽種畜場接收後成立臺東縣種畜場。1948年臺東縣種畜場與臺東縣農事試驗場合併，成立臺東縣農林總場。1950年農林總場改制為臺灣省臺東區農林改良場，卑南鄉賓朗村的牧場改為畜牧科賓朗分場。1961年賓朗分場移撥山地農牧局，並成立農牧局第一示範牧場，然而僅3年，1964年第一示範牧場再度移回臺灣省東區農業改良場，並稱為臺東農業改良場畜牧場，1966年臺東農改場畜牧場改名為賓朗牧場。
1973年4月6日起全臺各各區農業改良場所轄之畜牧課及畜牧分所，全數改隸於臺灣省農林廳畜產試驗所，賓朗牧場與臺東農改場畜牧科合併移撥畜產試驗所，並成立畜產試驗所臺東種畜繁殖中心。1976年臺東種畜繁殖中心更名為臺東種畜繁殖場。1999年7月1日在因應「精省」，組織調整為行政院農業委員會畜產試驗所臺東種畜繁殖場。
2013年完成無母豬狹欄之分娩欄更新，使母豬與幼豬間有更寬裕的活動與哺乳空間，同年申請AAALAC（國際實驗動物管理評鑑及認證協會）的國際認證並通過，為臺灣第九座生物實驗機構獲得該項認證，也是臺灣第一座以畜產動物轉型為生產供應實驗動物並獲國際認證單位，2014年完成種豬豬舍新建工程，以及既有豬舍屋頂更新、防蟲網架設工程。2016年4月6日再次獲得AAALAC國際認證展延三年的許可。
2023年8月1日起隨農委會升格為農業部，與宜蘭分所、花蓮種畜場合併為「農業部畜產試驗所東區分所」，原臺東場區改為「農業部畜產試驗所東區分所臺東場區」。

## 牧場環境
臺東場區所有之土地面積有287.1公頃，其中國有地272.4公頃，原省政府所有土地8.5公頃，臺東縣政府縣有地6.2公頃，山坡地面積274.1公頃，平地面積13公頃，並且平地區域中再細分有剪草地9公頃，與試驗用地4公頃。

## 推廣業務
臺東場區主要推廣業務包含，生醫用小型豬種原保存與遺傳監測、生殖技術開發、實驗用小型豬生產與供應、肉牛品質改善、雛料作物栽培生產，以及生物技術及人工生殖技術開發等。

### 蘭嶼豬
1980年6月經國外學者建議體型嬌小的臺灣原生種蘭嶼豬適合發展為醫學實驗動物，加上經調查發現蘭嶼島上開始有外來種豬隻入侵的狀況下，臺東種畜繁殖場自蘭嶼引進4公16母的蘭嶼豬作為繁殖種群。初期採山地放養模式，後來發現臺灣野豬入侵後，改以保種、育種方式飼養，並且當時為防止近親現象影響到遺傳的豐富度，對保種不利，因此種畜繁殖場引進分子遺傳學的分析技術，幫全場豬隻採血，以了解每一隻豬的遺傳血緣遠近，在未來配種時可避免血緣過於相近。也成為臺灣生醫移植實驗最佳的動物模式。
在蘭嶼豬種原保存計畫中，也透過多代的純化和選育，培育出畜試花斑豬、畜試迷彩豬、白色賓朗豬等不同顏色的特色豬種。而培育完成的成株再提供給西部醫療單位時，因當時臺鐵東部幹線貨運車廂並無空調配置，研究人員擔心豬隻長途運送危險，因此以種畜繁殖場有限經費設計一部專責載送車廂，由種畜場人員自行開車運送至貨運公司，再運送至西部。
水土保持局曾告知種畜繁殖場表示，場內豬舍所在位置正處於土石流警戒區內，而豬舍內正飼養蘭嶼豬種原，因此經場內人員討論後，委託水保局人員督導，挑選當發生土石流時，最能帶走的種原豬，飼養於最容易撤離的豬舍，並將公豬採精冷凍保種，以確保發生任何災害時仍有種原可持續培育。

### 臺灣水牛
2007年起因應臺灣水牛日漸減少，政府開始投入水牛保種工作，但臺灣水牛的養育成本高昂，經計算母牛每頭每年成本新臺幣14,600元，小牛每頭每年成本為18,250元，因此臺東種畜繁殖場委託林務局建構林牧綜合模式，利用園區內77公頃種有楓香、無患子、樟樹等造林樹種的土地，以放牧的方式飼養牛隻，除了可達到天然除草的效果外，更可降低養育成本與兼顧保種業務。